# 超人ママMAX
『超人ママMAX』は、『プレコミックブンブン』で連載された北枕よしたけによる漫画作品である。

## 概要
怪物になった母親と子供のやり取りを描く不条理ギャグ漫画。2006年3月号の企画「第4回GAG-1グランプリ」で初登場し、4月号と5月号にも掲載されグランプリを獲得。その後、2006年10月号から2008年1月号まで全16回、30話が連載された。

## あらすじ
平凡な小学生・町田俊吉のママは、いつもは至って普通の母親。しかし子育ての不安が頂点になることでアフロの超人に変身してしまうのだ!

## 登場人物

### 町田家
ママMAX
主人公。普段は綺麗な普通の母親。子育てへの不安が頂点 (MAX) に達することで、マッチョなアフロヘアーの超人に変身する。口癖は「ざます」。もみあげを自由に伸ばすことができ、引っ張ることでいろいろなギミックを発動することができる。家事は苦手。好物はプロテインと「ざま酢」。
町田俊吉
準主人公兼ツッコミ役。ママの子供であり、平凡な小学5年生。いつもママの所為でひどい目に遭っている。
パパ
俊吉の父。2006年4月号より登場。アメリカに単身赴任していたが、ホームシックのあまりカエルになって帰ってきた（ただし、連載版ではこの設定は無くなった）。
ポチ
町田家のペットの犬。第3話より登場。オス、3歳。散歩に連れて行ってくれない不安が頂点 (MAX) に達することで、「ポチMAX」へと変身する。2段階変形する（1段階ではイケメンのマッチョ犬人間、2段階では不自然な髷のついたアンバランスな体型の犬人間）。髷を自由に操ることが出来る。

### 末苦酢小学校
先生
俊吉のクラス（5年2組）の担任教師。第11話より登場。たびたびママMAXの引き起こす騒動に遭っている。
市小路
第11話より登場。俊吉のクラスの学級委員長。
市小路ミヤコ
小学校のPTA会長。第12話より登場。得意技は悪口。普段は隠しているが、マッチョキャラである。
美原麗奈
俊吉のクラスのアイドル的存在の少女。第15話より登場。ママMAXに弟子入りし「麗奈MAX」への変身能力を得た。必殺技はソプラノリコーダーを使った「高いドの音攻撃」。

### その他
ピョン助
月から来たマッチョなウサギ。2006年5月号で登場し、連載時に第13話で再登場を果たした。漢字のパーツと絵を組み合わせたような「ウサギ語」を話す。2007年7月号（第19話、20話）にはピョン助が何回登場したかを当てる、超人ママMAXスペシャルクイズが掲載された。
雪ダルMAX
ママMAXの仕事仲間である雪だるま男。第5話より登場。下品な性格で、頭のハンドルを回すことでかき氷を自由に作る能力を持つ。サンタクロースを惨殺した張本人。
アフロ1号
ママMAXのアフロの中から生まれた謎の生命体。ハエの羽が背中についていて、飛ぶことが出来る。口癖は「マックス」。
初日の出
第7話より登場。ママMAXが強引に吊り上げた初日の出。表面には「賀正」と書かれているが、裏面には顔がついており、自身のトラウマ話を語って寒冷化を引き起こす。
ロボMAX
第9話より登場。ママMAXが自身に似せて作ったロボットで、誕生日プレゼントとして俊吉に贈られた。自暴自棄になりやすい性格。体内の「ココロのネジ」が外れると暴走する。
コンニャクマン
第13話より登場。劇中作の漫画「とことん！こんにゃくマン」の主人公。顔がコンニャク。テーマパーク「コンニャクマンランド」のマスコットでもある。

## ママMAXの能力
ママMAXは次のような能力を持つ。もみあげを引っ張ることでアフロヘアーから発動するものが多い。